# Huang Zhangjiayang
Huang Zhangjiayang (n. 15 februarie 2000, Sichuan, Republica Populară Chineză) este o sportivă ce a reprezentat Republica Populară Chineză, medaliată olimpică. A participat la 2 ediții ale Jocurilor Olimpice (2020, 2024) în care a câștigat o medalie de aur.